# Shae D'Lyn
Shae D'lyn Sherertz (Abilene, Texas, VS, 24 november 1963) is een Amerikaans actrice.
D'Lyn werd vooral bekend als Jane Cavanaugh, de prettig gestoorde vriendin van Dharma in de serie Dharma & Greg. Ook speelde ze gastrollen in onder meer Quantum Leap, Ellen en That '70s Show. 
Tegenwoordig regisseert ze documentaires.

## Filmografie
- Quantum Leap Televisieserie - Lady Alexandra Corrington (Afl., Blood Moon - 10 maart 1975, 1993)
- The American Clock (Televisiefilm, 1993) - Jonge Doris
- Ghost Mom (Televisiefilm, 1993) - Jean
- Hits! (1994) - Doozie
- Law & Order Televisieserie - Dory (Afl., Mayhem, 1994)
- Awake to Danger (Televisiefilm, 1995) - Lorette McAdams
- Secrets (Televisiefilm, 1995) - Edwina Phelan
- 364 Girls a Year (1996) - Rol onbekend
- Ellen Televisieserie - Debbie (Afl., Go Girlz, 1996)
- Convict 762 (1997) - Sheridan
- Vegas Vacation (1997) - Nicht Vicki
- Girlie Magazine Party (1998) - Rol onbekend
- Dharma & Greg Televisieserie - Jane Cavanaugh (95 afl., 1997-2001)
- That '70s Show Televisieserie - Rudolph (Afl., An Eric Forman Christmas, 2001)
- Ant (2002) - Vrouw
- Replay (2003) - Ellie (Stem)
- Happily N'Ever After (2007) - Additionele stemmen (Stem)